# Balans
Balans è un brano musicale interpretato da Alexandra Stan in collaborazione con il cantante Mohombi e pubblicato come singolo il 2 marzo 2016 da Roton Music: è il singolo che anticipa il terzo album di inediti della cantante rumena.
È un brano dance molto potente e fu deciso dalla stessa Alexandra rilasciare proprio questo brano come singolo per anticipare il suo terzo lavoro di inediti.

## Video musicale
Il video ufficiale è stato distribuito lo stesso giorno della pubblicazione del disco, con varie scene molto dance in stile da discoteca con la presenza di Mohombi.

## Tracce
Download digitale
1. Balans - 3:11

## Classifiche
| Classifica (2016) | Posizione massima |
| ----------------- | ----------------- |
| Portogallo        | 21                |